# Albert Auguste Androt
Albert Auguste Androt (París, 1781 - Roma, Roma, 19 d'agost de 1804) fou un compositor francès.
Va ser el primer guanyador del Premi de Roma el 1803. Des de llavors va viure a Roma, a la Vil·la Mèdici, on va morir. És l'autor de De Profundis, estrenat a Roma, la Basilica di San Lorenzo fuori le mura, en el seu funeral.